# Tweepunt-grootoogkortschildkever
De tweepunt-grootoogkortschildkever (Stenus comma) is een kever uit de familie van de kortschildkevers (Staphylinidae). De wetenschappelijke naam werd in 1863 gepubliceerd door John Lawrence LeConte.

## Veldkenmerken
Kever van 5 tot 6 mm lengte. Het lichaam, de poten en de sprieten zijn volledig zwart; de dekschilden dragen elk een min of meer ronde gele vlek. Alleen het eerste lid van de kaaktasters geel, de rest zwart.

## Habitat
De soort is een algemene bewoner van oevers.